# Anisodes spissata
Anisodes spissata là một loài bướm đêm trong họ Geometridae.